# Natação nos Jogos Pan-Americanos de 1999 - 200 m costas feminino
O evento dos 200 m costas feminino nos Jogos Pan-Americanos de 1999 foi realizado em Winnipeg, Canadá, em 7 de agosto de 1999. A última campeã dos Jogos Pan-Americanos foi Barbara Bedford, dos Estados Unidos.
Essa corrida consistiu em quatro voltas em nado costas em piscina olímpica.

## Resultados
Todos os tempos estão em minutos e segundos.
| CHAVE: | q | Mais rápidos não-classificados | Q | Classificados | GR | Recorde dos jogos | NR | Recorde nacional | PB | Melhor marca pessoal | SB | Melhor marca na temporada |

### Eliminatórias
A primeira fase foi realizada em 7 de agosto.
| Posição | Nome          | Nação              | Tempo   | Notas |
| ------- | ------------- | ------------------ | ------- | ----- |
| 1       | Beth Botsford | USA Estados Unidos | 2:15.15 | Q     |
| 2       | -             | -                  | -       | Q     |
| 3       | -             | -                  | -       | Q     |
| 4       | Denali Knapp  | USA Estados Unidos | 2:19.21 | Q     |
| 5       | -             | -                  | -       | Q     |
| 6       | -             | -                  | -       | Q     |
| 7       | -             | -                  | -       | Q     |
| 8       | -             | -                  | -       | Q     |

### Final B
A final B foi realizada em 7 de agosto.
| Posição | Nome        | Nação        | Tempo   | Notas |
| ------- | ----------- | ------------ | ------- | ----- |
| 9       | L.R.Cardozo | PAR Paraguai | 2:35.77 |       |

### Final A
A final A foi realizada em 7 de agosto.
| Posição           | Nome               | Nação              | Tempo   | Notas |
| ----------------- | ------------------ | ------------------ | ------- | ----- |
| Medalha de ouro   | Denali Knapp       | USA Estados Unidos | 2:12.48 | GR    |
| Medalha de prata  | Beth Botsford      | USA Estados Unidos | 2:12.95 |       |
| Medalha de bronze | Kelly Stefanyshyn  | CAN Canadá         | 2:13.24 |       |
| 4                 | Ana María González | CUB Cuba           | 2:16.70 |       |
| 5                 | Erin Gammel        | CAN Canadá         | 2:17.50 |       |
| 6                 | Fabíola Molina     | BRA Brasil         | 2:18.12 |       |
| 7                 | Cristiane Nakama   | BRA Brasil         | 2:21.21 |       |
| 8                 | Georgina Bardach   | ARG Argentina      | 2:26.55 |       |